# De Havilland Sea Venom
Le de Havilland Sea Venom est un chasseur-bombardier britannique dérivé du Venom. Il a été produit également en France par la Société nationale des constructions aéronautiques du Sud-Est sous la désignation d'Aquilon.

## Historique

### Développement
À l'instar de ce qui se fit avec le Sea Vampire avant lui l'état-major de la Royal Navy demanda à l'avionneur de Havilland de lui concevoir une version embarquée du chasseur Venom. Tout naturellement le futur avion reçut la désignation de Sea Venom. Il s'agissait pour la marine britannique de disposer d'un avion tous-temps.
Les travaux furent assez rapides et le premier vol de l'avion intervint 19 avril 1951. La structure de l'avion avait été renforcé par rapport à celle du Venom afin d'encaisser les chocs dus au catapultage depuis le pont d'envol des porte-avions.
Parmi les principales modifications les techniciens greffèrent des ailes repliables et bien évidemment une crosse d'appontage au nouvel avion.
Après le rejet des avions de conception locale Arsenal VG 90, SNCAC NC.1080, et Nord 2200, l'aéronavale française fit savoir qu'elle cherchait à acquérir des Sea Venom pour ses propres besoins. Cependant elle exigeait que l'avion soit construit localement par la SNCASE. L'une des principales modifications vis-à-vis des avions britanniques fut le remplacement du turboréacteur Ghost d'origine par une version construite sous licence italienne par Fiat. Le nouvel avion reçut le nom d'Aquilon.
Son premier vol intervint de son côté le 31 octobre 1952.

### Utilisation opérationnelle

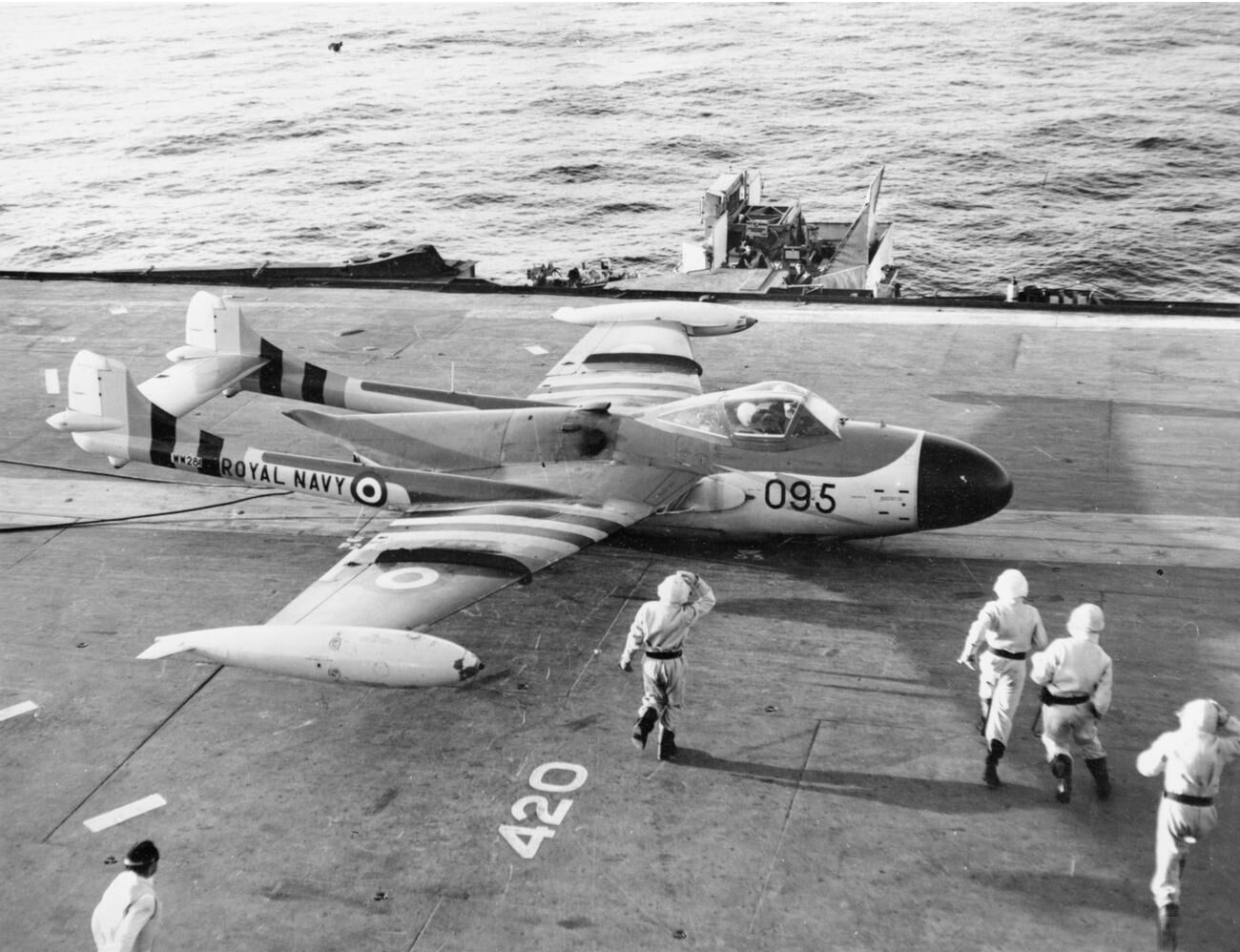
Sea Venom britannique durant la crise de Suez.

#### Dans la Royal Navy
Les premiers Sea Venom FAW Mk.20 entrèrent en service actif dans la Royal Navy en mars 1954 au sein du Squadron 890. Il fut rapidement déployé à bord du HMS Bulwark.
Les Sea Venom britanniques connurent le feu en 1956 lors de l'opération Mousquetaire contre les forces égyptiennes. Ils y réalisèrent des raids aériens aux côtés des aviations et aéronavales françaises et israéliennes. La majorité de ces attaques se firent aux moyens de roquettes air-sol, notamment contre les chars d'assaut égyptiens.
Après cette campagne, les Sea Venom furent les premiers chasseurs embarqués à recevoir des missiles air-air de Havilland Firestreak, d'abord à l'essai en 1958 puis de manière opérationnelle en janvier 1959. Cependant, cette mission de défense aérienne fut de courte durée, les Sea Venom étant retirés du service dans la Royal Navy en décembre 1960.

#### Dans la Marine nationale
En France, l'Aquilon entra en service pour la première fois en janvier 1955 au sein de la flottille 16F. Remplaçant les Supermarine Seafire F Mk.III et les Grumman F6F-5 Hellcat, un total de 121 sont construits et ils furent les premiers avions à réaction à entrer en service opérationnel dans l'Aéronautique navale française.
Ils furent immédiatement déployés dans le cadre des missions de maintien de l'ordre en Algérie. Là ils réalisaient des missions air-air et d'appui aérien rapproché.En 1961, ils participèrent à la crise de Bizerte.
Le dernier Aquilon fut retiré du service actif en 1965, peu après l'arrivée en service des premiers Dassault Étendard IVM et F-8E(FN) Crusader.

#### Dans la Royal Australian Navy
C'est en mars 1956 que les forces aériennes de la marine australienne reçurent les premiers de leurs 39 De Havilland Sea Venom au sein du Squadron 724. À la différence des avions britanniques et français, les Sea Venom australiens ne connurent jamais le feu et furent principalement utilisés pour des missions de souveraineté dans l'océan Pacifique à bord du porte-avions HMAS Melbourne. Ils terminèrent leur carrière comme avions de remorqueurs de cibles aériennes.
Les derniers Sea Venom australiens quittèrent le service en février 1970.

## Aspects techniques

### Description
Le De Havilland Sea Venom se présente sous la forme d'un monoplan à aile médiane construit intégralement en métal. Son architecture générale est du type bipoutre et il possède un train d'atterrissage tricycle escamotable. Le pilote et le copilote prennent place dans un cockpit biplace côte-à-côte.

### Versions

#### Désignations britanniques

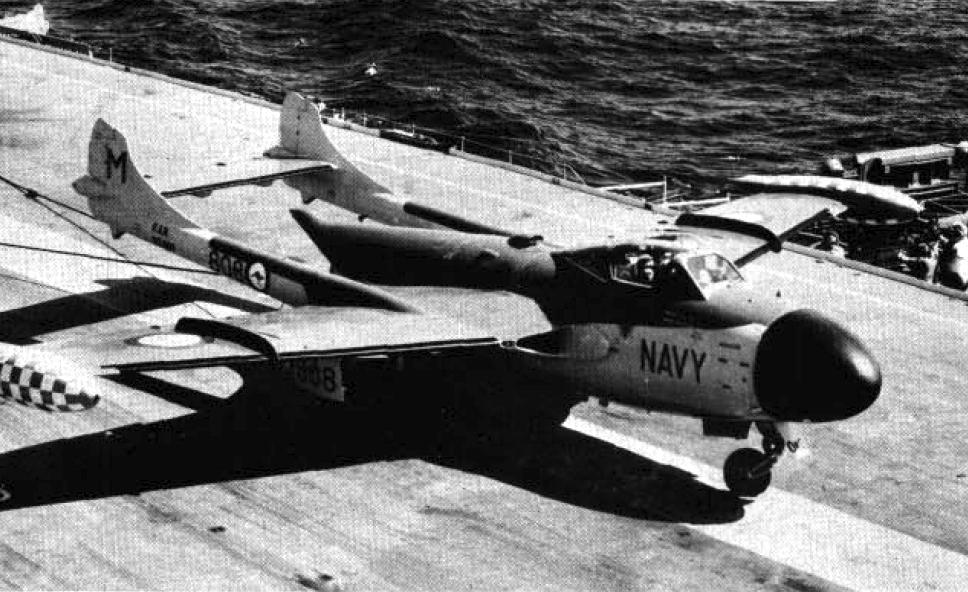
De Havilland Sea Venom FAW Mk.53 australien.

- De Havilland Sea Venom : Désignation générale de la famille d'avions.
  - De Havilland Sea Venom NF Mk.20 : Désignation attribuée au prototypes et aux deux premiers avions de présérie.
    - De Havilland Sea Venom FAW Mk.20 : Désignation de la première série identique au NF Mk-20, et construite à 50 exemplaires.

  - De Havilland Sea Venom FAW Mk.21 : Désignation de la deuxième série, et construite à 167 exemplaires.
    - De Havilland Sea Venom FAW Mk.21ECM : Désignation d'une sous-version désarmée de guerre électronique, et construite à six exemplaires.

  - De Havilland Sea Venom FAW Mk.22 : Désignation de la troisième série, et construite à 39 exemplaires.
    - De Havilland Sea Venom FAW Mk.22ECM : Désignation d'une sous-version désarmée de guerre électronique, et construite à six exemplaires.

  - De Havilland Sea Venom FAW Mk.52 : Désignation du prototype cédé à la France dans le cadre du programme de développement de l'Aquilon.
  - De Havilland Sea Venom FAW Mk.53 : Désignation d'une sous-version du Sea Venom FAW Mk-21 destiné à l'Australie, et construite à 39 exemplaires.

Il est à signaler que les lettres NF et FAW signifient respectivement Night Fighter et Fighter All-Weather et se traduisent donc par « chasseur de nuit » et « chasseur tout-temps ». De même les lettres ECM signifient Electronic Counter-Measure et se traduisent par « contremesure électronique ».

#### Désignations françaises

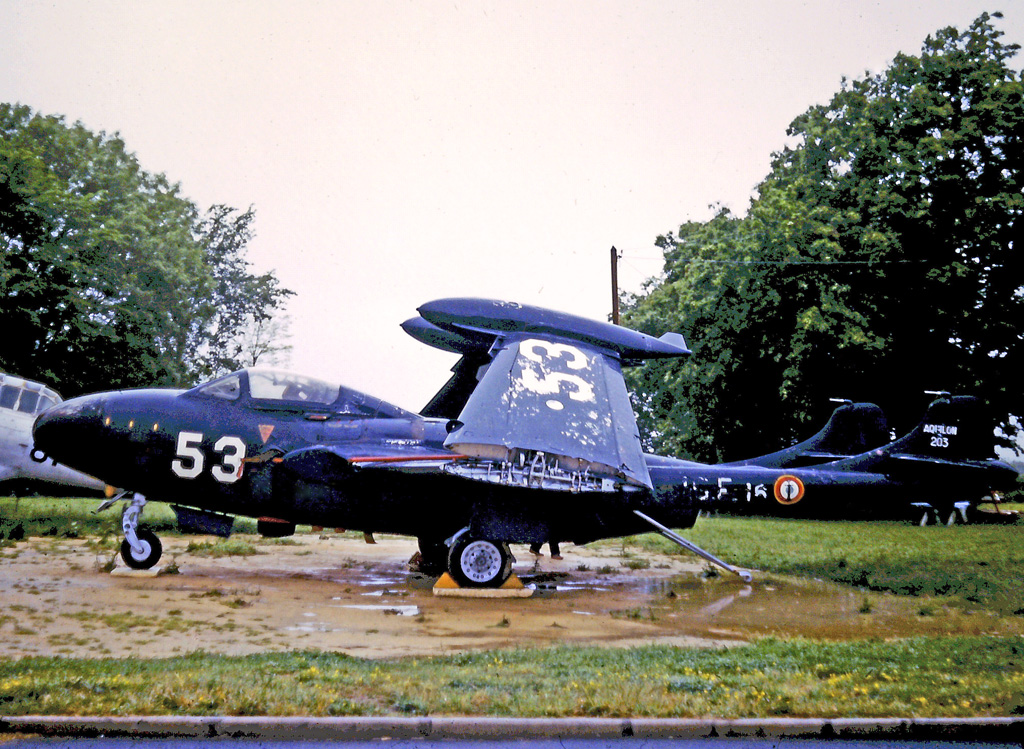
Sud-Est Aquilon Mk.203 préservé en France.

- Sud-Est Aquilon : Désignation générale de la famille d'avions.
  - Sud-Est Aquilon Mk.20 : Désignation de la première série d'avions, construite à 25 exemplaires.
    - Sud-Est Aquilon Mk.201 : Désignation d'une sous-version expérimentale construite à un seul exemplaire.

  - Sud-Est Aquilon Mk.202 : Désignation de la deuxième série d'avions, construite à 25 exemplaires.
    - Sud-Est Aquilon Mk.204 : Désignation d'une sous-version d'entraînement désarmée, construite à six exemplaires.

  - Sud-Est Aquilon Mk.203 : Désignation de la troisième série d'avions mais configuré en monoplace de chasse de nuit, construite à 40 exemplaires.

## Sources & références

### Sources bibliographiques
- (en) David Donald, Carrier Aviation Air Power Directory, The World's carrier and their aircraft 1950 : Present, Airtime Publishing, 2001 (ISBN 1-880588-43-9).
- Jean-Pierre Montbazet, L'aéronavale, Boulogne-Billancourt, MDM, 1991, 48 p. (ISBN 2-909313-00-X).
- Jean Moulin, L'aéronavale française : les avions embarqués, Rennes, Marines éditions, 2006, 93 p. (ISBN 2-915379-43-2).
- Michel Marmin (réd. en chef), Jean-Claude Bernar (dir.) et Marion Mabboux (resp. d'éd.), Encyclopédie "Toute l'aviation", Lausanne, Editions Atlas, 1993, 15 vol. (ISBN 978-2-7312-1326-3, 978-2-731-21344-7 et 978-2-731-21345-4, OCLC 715773689).
- Jacques Legrand, Chronique de l'aviation, Paris, Éditions Chronique, 1991 (ISBN 2-905969-51-2).

### Sources web
- (en) « Le Sea Venom sur le site Aviastar ».
- « L'Aquilon sur le site Avions Légendaires ».
- (en) « L'Aquilon sur le site Aviastar ».
- « Le Sea Venom sur le site Aviations Militaires ».